# Hirondellea gigas
Hirondellea gigas es un anfípodo perteneciente a la familia Hirondelleidae, descubierto en las profundidades de la fosa de las Marianas, por la expedición científica danesa "Galathea II, Danish Deep Sea Expedition 1950-52". El nombre científico de la especie fue publicado por primera vez en 1955 por Birstein y Vinogradov.

## Características y hábitat
Hirondellea gigas es un residente de la zona hadal, en el abismo Challenger que se encuentra ubicado al sur de la fosa de las Marianas; por lo tanto vive a profundidades mayores a los 10000 metros. El nombre gigas de la especie, hace referencia al gran tamaño que puede alcanzar comparado con otros anfípodos, los especímenes capturados oscilan entre los 2 y los 5 cm. Los anfípodos son habitantes comunes de las zonas profundas donde actúan como carroñeros y detritívoros. Sin embargo la cantidad de carbono orgánico disponible disminuye con la profundidad, por lo que el tamaño promedio de los anfípodos detritívoros tiende a disminuir conforme aumenta la profundidad de su hábitat. Durante un largo tiempo resultó poco claro como H. gigas podía sobrevivir y alcanzar tamaños tan considerables en un ambiente con tan poco alimento disponible. 

## Las celulasas deH. gigas
En 1998 el submarino robot Kaiko descendió al abismo Challenger y capturó más de cien individuos de esta especie, lo que le permitió a un grupo de investigadores japoneses reportar que este crustáceo hace uso de unos tipos muy especiales de celulasas y hemicelulasas como enzimas digestivas, lo que les permite alimentarse de los restos de madera y vegetales que alcanzan esas zonas abisales. Las enzimas descubiertas en H. gigas son especiales primero porque no parecen ser producidas por bacterias, sino directamente por el crustáceo, lo que lo convertiría en un caso único en el reino animal; y segundo porque estas enzimas son capaces de obtener glucosa directamente desde aserrín de madera, celulosa microcristalina y carboximetil celulosa, lo que sugiere un mecanismo totalmente diferente a los exhibidos por las celulasas hasta ahora conocidas. Estas enzimas podrían tener una gran importancia tecnológica y económica, al permitir obtener glucosa y etanol, directamente desde restos vegetales.